# پولپور، هند
پولپور (به انگلیسی: Phulpur) یک منطقهٔ مسکونی در هند است که در بخش الله‌آباد واقع شده‌است. پولپور ۱۵٫۸ کیلومتر مربع مساحت و ۲۱٬۰۶۶ نفر جمعیت دارد و ۸۷ متر بالاتر از سطح دریا واقع شده‌است.